# 설경구
설경구(薛景求, 1967년 5월 1일 ~ )는 대한민국의 배우이다.

## 학력
- 1974년 서울마포국민학교 (1980년)
- 1980년 마포중학교 (1983년)
- 1983년 마포고등학교 (1986년)
- 1986년 한양대학교 인문과학대학 연극영화과 학사

## 성장 과정
설경구는 1967년 대한민국 충청남도 서천군 한산면 지현리에서 태어났다. 그는 어릴적 공무원이던 아버지가 마포구청에 전근을 와 서울 마포구 도화동으로 이사를 갔다. 2남 1녀 중 둘째인 설경구는 어린시절 함께 어울리던 동네친구들이 하나둘씩 학교에 입학하자 부모를 설득하여 마포초등학교 1974년 입학하였고, 1980년 마포초등학교를 졸업한 다음 중학교로 입학하였고 1983년에는 마포중학교를 졸업하였으며 이후 마포고등학교로 입학하였고 최종적으로 1986년에 마포고등학교를 졸업했다.
당시 수험생들에게 인기가 높던 공과대학에 진학해 안정적인 직장을 갖기를 바라는 엄했던 부모님의 기대와는 달리, 설경구는 영화감독이 되고 싶은 생각에 반대를 무릅쓰고 한양대학교 연극영화학과에 입학한다. 동국대학교, 중앙대학교에 비해 실기 비중이 낮고 내신 성적의 비중이 높은 한양대학교 연극영화학과에 지원했다고 한다. 또한 현재는 한양대학교 연극영화학과가 예술·체육대학에 속해 있지만, 당시에는 국내 연극영화학과에서는 유일하게 인문과학대학에 속해 있었다. 그렇게 우여곡절 끝에 1986년 연극영화학과에 입학해 연출을 전공하고 있던 설경구는 "감독 잘하려면 연기도 해봐야 한다"는 과선배들의 권유로 우연찮게 연기를 하게 되었고, 점차 연기에 큰 매력을 느끼며 집중하게 된다. 이후 2학년 1학기때 휴학을 한 그는 1년여동안 소극장 등에서 아르바이트를 하다 문선대로 군입대를 했고, 제대 후 복학했다.

## 경력

### 초기 경력: 1993-1997년
1993년 5월, 4학년 때에는 제1회 젊은 연극제 공연작 《달아 달아 밝은 달아》를 연출했다. 당시 설경구는 한국방송공사 공채 탤런트 3차 시험을 앞두고 있었지만 교수님들의 성화에 어쩔 수 없이 연극제 공연을 위해 탤런트 시험을 포기했다고 한다. 또한 아르바이트로 덕성여자대학교 약대 연극반 공연작 《들소》 객원 연출을 맡기도 하는 등, 4학년 2학기 때부터 동숭동에서 활동했다. 점차 자연스레 영화감독의 꿈을 접게 되었고, 한양대학교 연극영화학과 동문들이 주축이던 극단 《한양레퍼토리》에 동참하면서 1993년 연극 《심바새메》로 데뷔하였다. 또한 대학교 4학년 때는 '올 A' 학점으로 전액장학금을 받으며 단번에 과수석으로 올라섰다. 특히 그는 한양대 졸업을 앞두고 담당 지도교수로부터 한예종 연극원에 가거나 혹은 한양대 대학원 진학하라는 권유를 많이 받았지만 이를 모두 거절하고 선후배들과 연극 활동을 이어갔지만 졸업을 해서까지 학교의 그늘 아래 있기가 싫어 대학을 졸업하고 난 이후로는 아예 극단을 나왔다.
설경구는 1994년 5월, 극단 《학전》에서 기획실 실장으로 있던 대학 선배에게 부탁해 대학로에서 포스터 붙이는 일을 했던 설경구는 우연히 김민기의 눈에 띄면서 뮤지컬 《지하철 1호선》에 캐스팅되어 무대에 다시 서게 된다. 설경구는 1994년 초연 때부터 1996년까지 이 작품에 참여하며 80여 가지 역할 가운데 두 역을 제외한 모든 역할을 다해보면서 다양한 경험과 연기력을 쌓으며 맹활약을 펼쳤다. 이외에도 연극 《이런 노래》, 《트루웨스트》, 뮤지컬 《모스키토》, 연극 《구렁이 신랑과 그의 신부》 등에 출연하며 대학로 연극배우 겸 뮤지컬배우로 활발히 활동하였다. 이 시기였던즉 무명 연기자 시절에는 MBC 드라마 《마당 깊은 집》(1990), KBS 드라마 《위기의 남자》(1992), MBC 드라마 《큰 언니》(1994), KBS드라마 《딸부잣집》(1994), KBS 드라마 《젊은이의 양지》(1995), KBS 드라마 《첫사랑》(1996), KBS 드라마 《파랑새는 있다》(1997), SBS 드라마 《달팽이》(1997), SBS 드라마 《해피투게더》(1999)에 단역으로 출연하기도 하였는데, 얼굴이 너무 평범하다는 이유 때문인지 더이상의 섭외는 없었다. 연극에서는 1인 14역도 너끈히 소화해내는 스타급 배우였지만 그시절 영화, TV 드라마에선 개성 없고 밋밋한 얼굴의 연기 지망생에 불과했다.
설경구는 1996년, 첫 영화 《꽃잎》에는 장선우 감독에게 연출 수업을 받던 대학 동기인 심광진 감독의 추천을 받아 여주인공 소녀(이정현)의 행방을 쫓는 대학생 우리들 역할으로 출연하며 스크린 데뷔를 하였다.

### 1998-2002년: 주목을 받게 된 영화들
설경구는 1997년, 영화《처녀들의 저녁식사》의 제작자인 싸이더스FNH의 차승재 대표를 만나면서 본격적으로 영화배우로서 크레딧에 자신의 이름 석자를 올리게 된다. 극중 호텔 직원 연(진희경)과 하룻밤을 보내는 만화가로 짧은 시간이지만 깊은 인상을 남겼다. 이후 싸이더스 HQ와 매니지먼트 계약을 하고 영화 《송어》와 《유령》, 《새는 폐곡선을 그린다》(1999)에 주조연급으로 출연하며 경력을 쌓아갔다.
1999년초 설경구는 이창동 감독의 영화 《박하사탕》에 오디션을 통해 주연으로 발탁된다. 당초 설경구는 첫 오디션에서는 떨어졌지만, 드라마 《고백》 등의 극작가로 알려진 이창동 감독 부인이 우연히 거실에서 본 오디션 필름에서 그를 보고 "김영호 여기 있네"라며 설경구를 추천한 것이 인연으로 다시 기회를 잡게 된 일화는 유명하다.

또한 이창동 감독은 설경구를 캐스팅한 이유로 다음과 같이 밝혔다. 
| “ | 다른 배우들과 달리 망설이며 자신이 없다고 한 게 오히려 마음에 들었다. 평범한 마스크에 카리스마가 약해 보였지만 볼 때마다 얼굴이 달랐고, 그 점이 선악은 물론 다양한 색깔의 표현이 가능해 보여 캐스팅했다. | ” |

파란만장한 삶의 반추를 통해 질곡의 한국현대사의 상처를 다룬 이 영화에서 설경구는 IMF로 망한 사업가, 악질 형사, 광주민주화운동 진압 계엄군, 순진한 공장 노동자 등 40대에서부터 20대의 김영호 역을 맡아 1999년 4월 중순부터 9월 말까지 6개월여간 촬영을 마치고, 영화는 그 해 10월 14일에 제4회 부산국제영화제 개막작으로 첫 선을 보였다. 설경규는 선악이 공존하는 광기 어린 명연기로 "1999년 한국영화가 발견한 최고의 수확"이라는 극찬을 받았다. 또한 한국영화평론가협회상, 춘사영화상, 청룡영화상, 대종상, 백상예술대상 등에서 10개의 신인남우상, 남우주연상을 휩쓸었고, 자신의 이름을 대중들에게 널리 알리며 충무로의 대표 연기파 배우로 성장하게 된다. 이 영화 중에 나오는 대사 "나 다시 돌아갈래!"는 현재까지도 회자된다.
2001년에는 영화 《나도 아내가 있었으면 좋겠다》에서 연애를 갈망하는 평범한 노총각 은행원 봉수 역을 맡아 전도연과 첫 호흡을 맞췄다. 이듬해 2002년은 '설경구의 해'라고 불릴 정도로 화제작들을 연이어 내놓는데, 영화 《공공의 적》, 《광복절 특사》, 그리고 《오아시스》의 세 작품이 흥행과 작품성에 있어 모두 성공하며, "흥행력과 연기력"을 모두 갖춘 배우로 급부상했다. 특히 설경구는 《공공의 적》 촬영 때에는 강동서 강력2반 꼴통 형사 강철중 역을 연기하며 20kg 늘린 체중을 《오아시스》에서는 IQ 73의 지능은 낮지만 눈치는 빤한 전과 3범의 사회 낙오자 종두 역으로 변신하기 위해 다시 18kg 줄이는 괴력을 발휘하였다. 그는 2년여만에 무려 10개의 남우주연상을 다시 수상하는 기염을 토하며, 청룡영화상에서는 2년만에 다시 남우주연상을 수상하였고, 백상예술대상 영화부문 대상을 수상하는 영광을 안았다. 영화는 제59회 베네치아 국제영화제 공식경쟁부문에 초청 되었다.

### 2003-2011년: 흥행 배우로 성공
설경구는 2003년, 실미도 사건을 기반으로 실사영화로 제작된 강우석 감독의 영화 《실미도》에 684 북파부대의 공작원 강인찬 역할을 연기했다. 영화는 대한민국 영화사상 최초의 관객수 천만을 돌파하였다. 2004년에는 송해성 감독의 한일 합작 전기 드라마 영화 《역도산》에서 일본 프로레슬링의 황금기를 구가했던 실존 인물의 재일교포 프로레슬러 역도산 역할을 맡았다. 전체 대사의 98%를 차지하는 일본어 대사로 인해 당시 송해성 감독으로부터 일본 성우가 대신 더빙하는 것이 어떻겠냐는 제안을 했지만 "그건 죽기보다 싫다. 자기 목소리로 연기하지 않는 배우는 연기자가 아니다"라고 고집을 부려 5개월간 독학을 하며 녹음기를 낀 채 일본어 배우기에 매달린 끝에 "마음을 움직이는 일본어다"라는 찬사를 듣는 등 완벽히 대사를 소화해 냈으며, 역도산을 더욱 현실감 있게 연기하기 위해 73kg이던 체중을 무려 20kg이 많은 94kg으로 늘려 화제를 모았다. 이 작품은 한국에서는 160만이라는 다소 아쉬운 관객수를 기록하였으나, 제18회 도쿄국제영화제 폐막작으로 일본내에 첫 상영되어 호평을 받으며 일본의 다수 언론매체들은 설경구에 대해 극찬을 아끼지 않았고 일본의 대표적인 신문사인 《산케이스포츠》는 "한국의 카멜레온 배우", "프로정신이 압권이다" 또한 "요즈음 각광받는 이른바 한류 스타와 같이 달콤한 마스크나 섹시한 것은 아니지만 슬프게 웃는 얼굴을 보이거나 극한의 분노를 폭발시킬 때의 연기는 관객의 영혼을 격렬하게 흔든다"고 높이 평가했다. 또한 함께 공연한 나카타니 미키 역시 설경구에 대해 "영화에서 진실을 표현할 수 있는 배우"라고 극찬했다.
2005년, 그는 영화전문지 〈스크린〉이 뽑은 가장 영향력 있는 배우로 선정된다. 또한 설경구는 국내배우로는 유일하게 《공공의 적》 속편 영화 《공공의 적 2》(2005)에 이어 《강철중: 공공의 적 1-1》(2008) 세편만으로 관객수 천만을 기록했으며, 한국 영화 역대 1위 캐릭터로 손꼽힐만큼 강철중이란 독보적인 형사 캐릭터를 만들어냈다. 그외에도 설경구는 저예산영화, 멜로 영화, 블록버스터 등 특정한 장르에 치우치지 않고 모두에서 혼신의 연기를 보여준다는 장점을 보인다. 또한 그의 탁월한 연기력은 후배 남자배우들의 표본으로 자주 거론되기도 한다.
설경구는 2005년 10월, 연기 스승인 최형인 교수가 연출을 맡은 극단 한양레퍼토리의 연극 《러브레터》에서 남자 주인공 앤디 역을 맡았는데 뮤지컬 《지하철 1호선》으로 지난 2001년까지 무대에 선 이후 9년만에 연극 무대에 섰다. 이후, 영화 《열혈남아》(2006), 《사랑을 놓치다》(2006), 그리고 《싸움》(2007)이 흥행면에서는 참패하며 슬럼프를 겪기도 한다. 하지만 1991년 이형호 유괴살해사건 실화를 다룬 박진표 감독의 영화 《그놈 목소리》(2007)에서 방송국 뉴스 앵커 한경배 역할을 맡아 호평을 얻으며 흥행에 성공하였다. 이어 공공의 적 시리즈 3탄 《강철중: 공공의 적 1-1》(2008)과 재난 영화 《해운대》(2009)가 흥행에 크게 성공한다. 특히 《해운대》는 관객수 천만을 돌파하며, 두 편의 천만 영화를 기록한 최초의 배우로 기록된다. 설경구는 박진표 감독과 이창동 감독과의 인연으로 영화 《내사랑 내곁에》, 《여행자》(2009)에 우정 출연했다. 2010년에는 영화 《용서는 없다》와 《해결사》에 이어, 김동호 부산국제영화제 집행위원장이 직접 제막을 맡아 제15회 부산국제영화제 폐막작으로 상영 된 한국, 일본, 태국 합작의 옴니버스 영화 《카멜리아 - 카모에》에 출연했으며 이 작품에서 일본의 유키사다 이사오 감독, 배우 요시타카 유리코와 호흡을 맞췄다.

### 2012-2015년
설경구는 2012년 12월에 재난 영화 《타워》로 1년 반여만에 영화에 복귀하였다. 2013년에는 《감시자들》, 《소원》, 그리고 《스파이》의 세 편의 영화에 출연해 총 1681만명을 관객수를 동원하며 2013년 한해에 송강호 다음으로 흥행배우 2위를 차지한다. 특히 '조두순 사건'으로도 불리는 아동 성폭행 사건을 모티브로 한 이준익 감독의 영화 《소원》에서는 동훈 역을 맡아 딸의 고통과 아픔을 지켜봐야 하는 아버지의 절실함을 표현해 내며 관객의 마음을 울리는 명품 연기를 선보여 호평을 받았으며, 백상예술대상 영화부문 남자최우수연기상을 수상했다.

이준익 감독은 언론 인터뷰에서 설경구에 대해 다음과 같이 언급했다. 
| “ | 정말 존경스러운 배우였다. 촬영 전 잔뜩 감정을 싣고 현장에 와서 벽만 보고 있다가 촬영이 시작되면 무섭게 감정을 쏟아냈다. 설경구가 있었기에 ‘소원’을 완성할 수 있었다. 그는 대단한 배우다. | ” |

또한 비슷한 시기에 개봉을 한 영화 《스파이》는 당초 《미스터 K》라는 제목으로 이명세 감독이 연출을 맡아 촬영이 진행되고 있었지만 제작사와 이견 마찰로 인해 이명세 감독이 갑작스레 하차하면서 신인 감독으로 교체되는 일이 발생했는데 이명세 감독과의 작업으로 이 영화를 선택했던 그는 이에 큰 아쉬움을 드러내기도 했다. 배우 송윤아와 결혼 이후 줄곧 한 소속사에 속해있던 설경구는 2013년 8월, 씨제스 엔터테인먼트와 전속계약을 체결했다. 2014년에는 1년여만에 영화 《나의 독재자》로 복귀해 자신이 김일성이라 믿는 김성근 역을 맡아 김일성 대역, 북한 사투리, 5시간이 넘는 특수 분장 연기를 소화하는 것 외에도 과거의 무명의 연극배우에서 점차 독재자로 변화해가는 20년 뒤의 모습을 완벽하게 연기해냈다.
2015년, 설경구는 극작가 천성일의 감독 입봉작인 전쟁 영화 《서부전선》에서 갓 태어난 아이를 두고 갑자기 전쟁터에 끌려나온 농사꾼 장남복 역을 연기했다. 영화는 1953년 7월 휴전협정을 앞두고 남한군 장남복과 북한군 탱크병 김영광(여진구)이 대립하면서 벌어지는 이야기를 그린 작품이다. 그는 이 영화로 앞서 영화 《박하사탕》과 《실미도》에 이어 세 번째로 군인 역할을 맡았다.

### 2016년 이후
설경구는 2017년에 개봉된 세 편의 영화에 출연하였다. 범죄 스릴러 영화 《루시드 드림》에서 그는 3년 전 계획적으로 아들을 납치당한 고발 전문 기자 대호(고수)를 돕는 형사이자 사건해결의 열쇠를 쥐고 있는 인물 방섭 역으로 분하였다. 영화는 지난 2015년 6월 크랭크 업하여 당초 그 해 하반기에 개봉될 예정이었지만 촬영을 마친 지 1년 8개월만에 개봉하게 됐다.
그는 변성현 감독의 범죄 액션 드라마 영화 《불한당: 나쁜 놈들의 세상》에서 임시완, 김희원, 전혜진 등과 공연하였다. 영화는 관객수 90만명을 조금 넘긴 손익분기점을 돌파하지 못해 상업적으로 성공했다고 말하기는 어려운 작품이지만, 제70회 칸국제영화제 비경쟁 부문 '미드나잇 스크리닝'에 초청되어 작품성을 인정 받았다. 뿐만 아니라 국내 개봉 전 해외 85개국에 선판매되었으며, 프랑스에 이어 인도네시아, 호주, 뉴질랜드, 일본, 대만, 필리핀에서의 개봉을 확정지었다. 2017년 8월 18일에는 서울 연세대학교 백주년기념관 콘서트홀에서 설경구의 팬들이 모인 ‘설경구의 또 다른 이름들’에서 주최한 설경구의 출연작 상영회가 열렸고, 이 날 상영회에는 설경구가 직접 참석해 약 700여명의 팬들과 뜻 깊은 시간을 보냈다. 또한 그는 김영하 작가가 쓴 동명의 베스트셀러 소설을 원작으로 원신연이 감독한 범죄 스릴러 영화 《살인자의 기억법》에서 알츠하이머로 기억을 잃어가는 살인범 병수 역할을 연기하였다. 설경구는 이 역할을 위해 체중을 10kg 이상 감량해 화제가 됐다. 원신연 감독은 “나에게 설경구는 신이다. 병수 캐릭터는 설경구 배우가 완성한 것”이라고 극찬하였고, 원작 소설을 쓴 김영하 작가는 “내가 생각했던 기억을 잃어가는 살인자의 모습을 설경구 배우가 잘 잡아냈다”라고 찬사를 보냈다. 영화는 2017년 9월 7일 쇼박스 배급으로 개봉되었다.

## 가족관계와 개인 생활
1996년에 결혼한 설경구는 2002년부터 전처와 4년간을 별거하다가 2006년 7월 21일에 이혼을 발표했다. 그는 현재 전처와의 사이에 딸이 있으며, 또한 전처는 배우 안내상의 여동생으로 알려져있다.
영화 《광복절 특사》(2002)와 영화 《사랑을 놓치다》(2006)로 호흡을 맞춘 배우 송윤아와 연인사이로 발전해, 이혼을 발표한 지 3년 만인 2009년 5월 28일에 서울 방배동 성당에서 결혼식을 올린다. 또한 고등학교 시절 개신교 신자인 어머니를 따라 교회에 다니며 세례학습까지 받지만 신앙이 없어 세례를 거부했다지만, 2008년 8월에 배우자인 송윤아를 따라 로마 가톨릭에 입교한 후 '마티아'라는 세례명으로 세례를 받는다. 지난 2010년 8월에 득남해 송윤아와 사이에 아들(설승윤)을 두고 있다.

## 자선 활동 및 기부
설경구는 아내 송윤아와 함께 선천성 심장병을 앓고 있는 하진이의 수술비 전액을 지원했다. 2010년 7월, 송윤아와 서울성모병원에 방문하였다. 2014년 4월, 설경구는 송윤아와 함께 유니세프한국위원회를 통해 "세월호 참사를 지켜보며 말로 표현하기 어려운 아픔을 느꼈다"며 "신체적, 정신적으로 큰 상처를 입은 분들이 부디 무사히 회복되기를 간절히 바란다"고 밝히며, 세월호 침몰 사고 피해자 학생들을 위해 성금 1억원을 기부했다.